# Quỳ Châu (xã)
Quỳ Châu là một xã thuộc tỉnh Nghệ An, Việt Nam. Xã được hình thành trên cơ sở sáp nhập thị trấn Tân Lạc và các xã Châu Hạnh, Châu Hội, Châu Nga của huyện Quỳ Châu trong đợt Sáp nhập tỉnh thành Việt Nam 2025.

## Địa lý
Xã Quỳ Châu có vị trí địa lý:
- Phía Đông giáp tỉnh Thanh Hóa
- Phía Nam giáp xã Châu Bình
- Phía Tây giáp xã Châu Bình và xã Hùng Chân
- Phía Bắc giáp xã Châu Tiến và tỉnh Thanh Hóa

Xã Quỳ Châu có diện tích tự nhiên 327,53 km2.

## Hành chính và tên gọi
Xã Quỳ Châu được thành lập theo Nghị quyết số 1678/NQ-UBTVQH15 của Ủy ban Thường vụ Quốc hội Việt Nam, ban hành ngày 16 tháng 6 năm 2025. Theo đó, sắp xếp toàn bộ diện tích tự nhiên, quy mô dân số của thị trấn Tân Lạc và các xã Châu Hạnh, Châu Hội, Châu Nga thuộc huyện Quỳ Châu trước đây thành một xã mới có tên gọi là xã Quỳ Châu.
Trước đó, theo Đề án sắp xếp đơn vị hành chính cấp xã tỉnh Nghệ An, xã này là xã Hạnh Thiết.
Sau sắp xếp xã có diện tích tự nhiên: 327,53 km2, quy mô dân số: 23.094 người.